# Szczytniki Czerniejewskie (gromada)
Szczytniki Czerniejewskie – dawna gromada, czyli najmniejsza jednostka podziału terytorialnego Polskiej Rzeczypospolitej Ludowej w latach 1954–1972.
Gromady, z gromadzkimi radami narodowymi (GRN) jako organami władzy najniższego stopnia na wsi, funkcjonowały od reformy reorganizującej administrację wiejską przeprowadzonej jesienią 1954 do momentu ich zniesienia z dniem 1 stycznia 1973, tym samym wypierając organizację gminną w latach 1954–1972.
Gromadę Szczytniki Czerniejewskie z siedzibą GRN w Szczytnikach Czerniejewskich utworzono – jako jedną z 8759 gromad na obszarze Polski – w powiecie gnieźnieńskim w woj. poznańskim, na mocy uchwały nr 19/54 WRN w Poznaniu z dnia 5 października 1954. W skład jednostki wszedł obszar dotychczasowej gromady Kosowo, ponadto miejscowość Golimowo z dotychczasowej gromady Goraniec oraz miejscowości Szczytniki Czerniejewskie i Czeluścin z dotychczasowej gromady Szczytniki Czerniejewskie ze zniesionej gminy Czerniejewo, a także miejscowość Jelitowo z dotychczasowej gromady Jelitowo ze zniesionej gminy Niechanowo – w tymże powiecie. Dla gromady ustalono 10 członków gromadzkiej rady narodowej. Gromada posiadała najdłuższą nazwę spośród wszystkich gromad (porównaj: gromada Wrąbczynkowskie Holendry, gromada Wronczyn p. Pobiedziskami).
Gromadę zniesiono 1 stycznia 1960, a jej obszar włączono do gromady Czerniejewo w tymże powiecie.